# Хетська мова
Хетська мова (спочатку 𒉈𒅆𒇷 nešili / "мову NESA ", або nešumnili / «мова народу NESA»), також відома як несітська/нешітська (Nešite / Neshite, Nessite), була індоєвропейською мовою, якою розмовляли Хети, народ Анатолії бронзової доби, який створив імперію з центром в Хаттусі, а також в частині Північного Леванту та Верхньої Месопотамії.  Ця давно зникла мова була вперше згадана клинописом у записах, що датуються з 17-го (текст Анітта) до 13-го століття до нашої ери, з окремими хетськими запозиченнями та численними особистими іменами, що з'являються в староассірійському контексті з ще в 20 столітті до нашої ери, що робить її найдавнішою з індоєвропейських мов.
До епохи пізньої Бронзової доби хети почали поступатися землею своїм близьким родичам лувійцям. Виявляється, що в 13 столітті до нашої ери лувійська мова була найпоширенішою мовою в столиці хетів Хаттусі. Після розпаду Нового царства Хетів під час більш загального колапсу епохи пізньої бронзи лувійська мова з'явилася в ранньому залізному віці як основна мова так званих сиро-хетських держав у південно-західній Анатолії та Північній Сирії.

## Ім'я

Індоєвропейське родове дерево в найпершому варіанті. Хетська мова належить до сім'ї анатолійських мов і є однією з найдавніших письмових індоєвропейських мов.

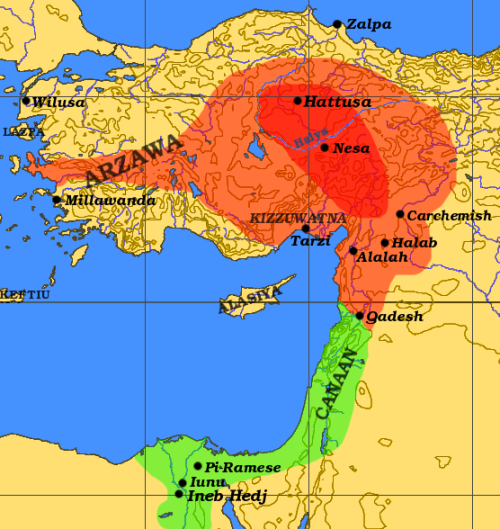
Розширена Хетська імперія (червоним) витіснила хатті та простягнулася до Арцави бл. 1290 до н.е. На півдні межувала з Єгиптом (зеленим).

Хетська — сучасна наукова назва мови, на основі ідентифікації Хат (Хат) королівства з біблійними хетами (дав-євр. *חתים Ḥittim), Хоча ці назви, здається, були застосовані неправильно:  Терміни хатті і хетський відносяться відповідно до корінних народів, які передували їм, і їх не-індоєвропейський хаттській мові.
У багатомовних текстах, знайдених на хетських территоріях, уривки, написані хетською мовою, передують прислівником nesili (або nasili , nisili), «у [мові] Неша (Канеш)», важливе місто на ранніх етапах Хетського Старого царства. В одному випадку ярликом є Канісумнілі, «у [мові] жителів Канеша».
Хоча в Новому царстві хетів були люди з різноманітних етнічних та мовних середовищ, хетська мова використовувалася в більшості світських письмових текстів. Незважаючи на різноманітні аргументи щодо доцільності цього терміна,  хетський залишається найактуальнішим терміном через умовність і силу асоціації з біблійними хетами. Ендонімічний термін nešili , і його англізовані варіанти (Nesite, Nessite, Neshite), ніколи не прижилися. 

## Розшифрування
Першу істотну заяву щодо приналежності хетів зробив Йорген Олександр Кнудцон у 1902 році в книзі, присвяченій двом листам між царем Єгипту та хетським правителем, знайденій в Ель-Амарні, Єгипет. Кнудцон стверджував, що хети були індоєвропейцями, в основному через їхню морфологію. Хоча у нього не було двомовних текстів, він зміг частково інтерпретувати тлумачення двох листів через шаблонний характер дипломатичного листування того періоду. Його аргумент не був загальноприйнятим, частково тому, що морфологічна подібність, яку він спостерігав між хетською та індоєвропейською, можна знайти за межами індоєвропейської, а також тому, що тлумачення букв виправдано вважалося невизначеним. 
Було остаточно доведено, що Кнудцон мав рацію, коли Гуго Вінклер виявив багато табличок, написаних знайомим аккадським клинописом, але невідомою мовою, в нинішньому селі Богазкьой, Туреччина, де раніше була столиця Хаттуси хетської держави. На основі вивчення цього великого матеріалу Бедржиху Грозному вдалося проаналізувати мову. Він представив свій аргумент про те, що мова є індоєвропейською, у статті, опублікованій у 1915 році (Hrozný 1915), за якою незабаром виникнула граматика мови (Hrozný 1917). Аргумент Грозного про індоєвропейську приналежність хетів був цілком сучасним, хоча й погано обґрунтованим. Він зосередився на винятковій подібності в ідіосинкразичних аспектах морфології, які навряд чи виникнуть випадково незалежно або будуть запозичені. Вони включали чергування r / n в деяких іменникових основах (гетероклітики) і в вокальному ablaut, які спостерігаються в чергуванні в слові для позначення води між називним відмінком однини wadar і родовим відмінком однини wedenas. Він також представив набір регулярних звукових відповідностей. Після короткої початкової затримки через руйнування під час Першої світової війни, розшифровка Грозного, попередній граматичний аналіз та демонстрація індоєвропейської приналежності хетів були швидко прийняті та ширше обґрунтовані сучасними вченими, такими як Едгар Х. Стертевант, який був автором першої науково прийнятної хетської граматики з хрестоматією та глосарієм. Найсучаснішою граматикою хетської мови на цей час є Hoffner and Melchert (2008).

## Класифікація
Хетська мова є однією з анатолійських мов і відома з клинописних табличок і написів, які були зведені хетськими царями. Письмо, раніше відоме як «ієрогліфічний хетський», тепер називається ієрогліфічним лувійським. Анатолійска гілка також містить клинописну Luwian, ієрогліфічний Luwian, Palaic, ликийский, Milyan, Lydian, карийский, Пісідійській, Sidetic і Ісавр.
На відміну від більшості інших індоєвропейських мов, хетська не розрізняє граматичний рід чоловічого та жіночого роду, у ній відсутні підрядні та оптативні способи, а також аспекти. Для пояснення цих відмінностей були сформульовані різні гіпотези.
Деякі лінгвісти, зокрема Едгар Х. Стертевант та Уоррен Каугілл, стверджували, що хетську мову слід класифікувати як рідну мову протоіндоєвропейської, а не як дочірню мову. Їхня індо-хетська гіпотеза полягає в тому, що батьківській мові (індо-хетській) не вистачало особливостей, яких немає і в хетській, і що протоіндоєвропейська згодом впровадила їх.
Інші лінгвісти, однак, віддають перевагу гіпотезі Швунда («втрата»), згідно з якою хетська (або анатолійська) походить із протоіндоєвропейської мови з її повним набором функцій, але деякі ознаки спрощені в хетській мові.
За словами Крейга Мелчерта, нинішня тенденція полягає в припущенні, що протоіндоєвропейська еволюціонувала і що «доісторичні носії» анатолійської мови були ізольовані «від решти мовленнєвої спільноти PIE, щоб не брати участь у деяких спільних інноваціях». Хетська та інші анатолійські мови на ранньому етапі відокремилися від протоіндоєвропейської. Таким чином хети зберегли архаїзми, які були втрачені в інших індоєвропейських мовах.
Хетська мова має багато запозичених слів, зокрема релігійну лексику з неіндоєвропейських хуритських і хетських мов. Остання була мовою хаттів, місцевих жителів землі Хатті до того, як вони були поглинені або витіснені хетами. Священні та магічні тексти з Хаттуси часто писалися хетською, хурритською та лувійською мовами навіть після того, як хетська мова стала нормою для інших писань.
Хетська мова традиційно поділяється на старохетську, середньохетську і новохетську або неохетську (не плутати з полісемічним використанням ярлика "неохет" як позначення пізнішого періоду, який фактично є постхетським), що відповідає Старому, Середньому та Новому царствам історії Хетів (близько 1750—1500 рр. до н. е., 1500—1430 рр. до н. е. та 1430—1180 рр. до н. е. відповідно). Етапи диференціюються як за лінгвістичними, так і за палеографічними ознаками.  
Хетська мова була написана в адаптованій формі периферійної аккадської клинописної орфографії з Північної Сирії. Переважно силабічний характер письма ускладнює визначення точних фонетичних якостей деяких звуків хетів.
Складові виділяють наступні приголосні (зокрема, серію аккадської с опускають),
b, d, g, ḫ, k, l, m, n, p, r, š, t, z ,
у поєднанні з голосними a, e, i, u. Крім того, я (= IA : 𒄿𒀀), wa (= PI : 𒉿) і wi (= wi 5 = GEŠTIN : 𒃾) вводяться знаки.
Аккадський глухий/дзвінкий ряд (k/g, p/b, t/d) не виражає дзвінкого/глухого контрасту на письмі, але подвійне написання в інтервокальних позиціях є глухими приголосними в індоєвропейській (закон Стертеванта).

## Фонологія

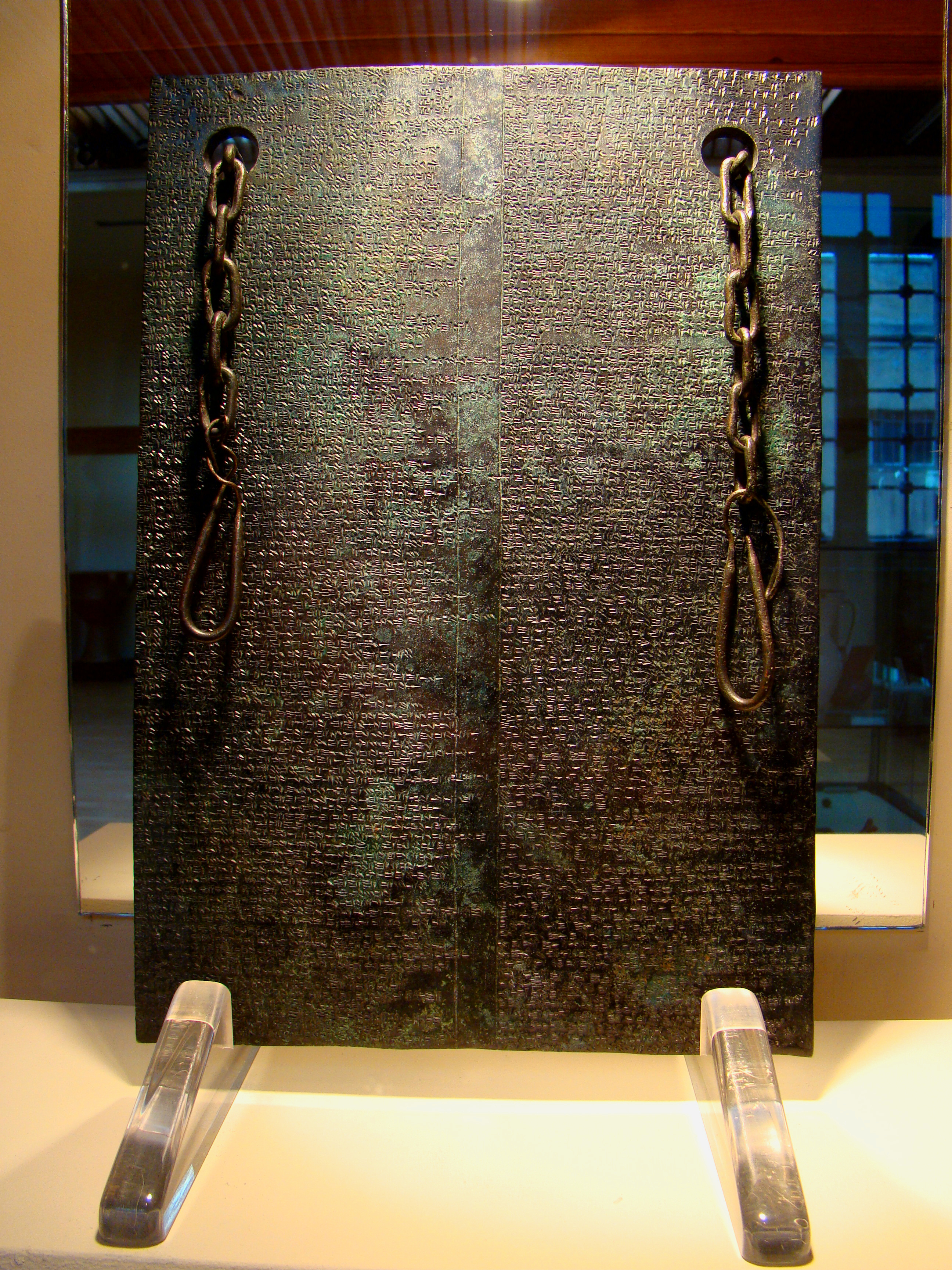
Бронзова табличка з хетським клинописом

Обмеження силабічного письма, які допомагають визначити природу хетської фонології, були більш-менш подолані за допомогою порівняльної етимології та дослідження хетських правописних умов. Відповідно, вчені припустили, що хети володіли такими фонемами:

### Голосні
| Голосні            |         |         |       |
| Голосні            | Передні | Середні | Задні |
| ------------------ | ------- | ------- | ----- |
| Високого           | i       |         | u     |
| Середного підняття | e       |         | (o)   |
| Низького           |         | a       |       |

- Довгі голосні з'являються як замінники відповідних коротких голосних, коли вони обумовлені наголосом.
- Фонемічно відмінні довгі голосні зустрічаються нечасто.

### Приголосні
|              |              | Губні | Ясенні   | Піднебінні | Задньоязикові | Лабіальні | Увулярний |
| ------------ | ------------ | ----- | -------- | ---------- | ------------- | --------- | --------- |
| Проривні     | fortis       | p ː   | t ː      |            | k ː           | kʷ ː      |           |
| Проривні     | lenis        | p     | t        |            | k             | kʷ        |           |
| Носові       | fortis       | m ː   | n ː      |            |               |           |           |
| Носові       | lenis        | m     | n        |            |               |           |           |
| Плавні       | fortis       |       | r ː, l ː |            |               |           |           |
| Плавні       | lenis        |       | r, l     |            |               |           |           |
| Фрикативні   | fortis       |       | (s ː)    | ʃ ː        |               |           | χ ː, χʷ ː |
| Фрикативні   | lenis        |       | (s)      | ʃ          |               |           | χ, χʷ     |
| Африкати     | Африкати     |       | t͡s       |            |               |           |           |
| Апроксиманти | Апроксиманти |       |          | j          |               | w         |           |

Хетська мова мала дві серії приголосних, одна з яких була написаниа завжди в оригінальному варіанті, а інша завжди була проста. Давно було помічено, що подвійний ряд проривних є той, що походить від прото-індоєвропейських безголосих зупинок, а прості проривні походять як від дзвінких, так і голосових аспіраторних упорів, що часто називають законом Стертеванта. Через типологічні наслідки закону Стертеванта, відмінність між двома рядами зазвичай розглядається як розрізнення голосу. Однак серед науковців немає згоди з цього приводу, оскільки деякі розглядають серію так, ніби вони відрізняються довжиною, що може запропонувати буквальне тлумачення клинописної орфографії.
Прихильники розрізнення довжини зазвичай вказують на той факт, що аккадська мова, з якої хети запозичили клинопис, мала голос, але хетські писарі використовували голосні та глухі знаки як взаємозамінні. Алвін Клоекхорст також стверджує, що відсутність асиміляційного голосу також є доказом розрізнення довжини. Він зазначає, що слово « e-ku-ud-du — [ɛ́gʷtu]» не показує жодної асиміляції голосу. Однак, якби розрізнення було одним із голосів, слід очікувати згоди між зупинками, оскільки відомо, що велярний та альвеолярний звуки є сусідніми, оскільки «u» цього слова позначає не голосну, а лабіативну.

### Гортанні
Хетська мова зберігає деякі дуже архаїчні риси, втрачені в інших індоєвропейських мовах. Наприклад, хетська мова зберегла два з трьох гортанних (*h₂ h₂ і *h₃). Ці звуки, існування яких було висунуто в 1879 році Фердинандом де Соссюром, на основі якості голосних в інших індоєвропейських мовах, не збереглися як окремі звуки в жодній засвідченій індоєвропейській мові до відкриття хетської мови. У хетській мові фонема записується як ḫ. У цьому відношенні хетська мова не схожа на жодну іншу відому індоєвропейську мову, і тому відкриття гортанних в хетській мові було чудовим підтвердженням гіпотези Соссюра.
Як збереження гортаних, так і відсутність доказів того, що хетська мова поділяла певні граматичні особливості в інших ранніх індоєвропейських мовах, привели деяких філологів до думки, що анатолійські мови відокремилися від решти протоіндоєвропейських мов набагато раніше, ніж інші відділи прамови.

## Морфологія

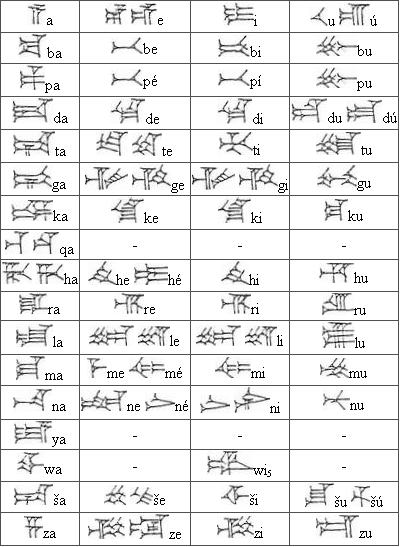
Хетський клинопис

Хетська мова є найдавнішою відомою індоєвропейською мовою проте їй не вистачає кількох граматичних особливостей, які демонструють інші ранньо засвідчені індоєвропейські мови, такі як ведична, класична латинська, давньогрецька, староперська та староавестійська. Примітно, що у хетів не було чоловічо-фемінної гендерної системи. Натомість у ньому була рудиментарна система класів іменників, яка була заснована на давній опозиції «живе — неживе».

### Іменники
Словозміна існує у дев'яти відмінках : називний, кличний, знахідний, родовий, давально — місцевий, аблятивний, ергативний, алативний та інструментальний ; два числа: однина і множина; і два класи: живий (звичайний) і неживий (середній). Прикметники та займенники узгоджуються з іменниками за живістю, числом і відмінком.
Різниця є рудиментарною і зазвичай зустрічається в називному відмінку, і той самий іменник іноді засвідчується в обох класах. Існує тенденція до розрізнення меншої кількості відмінків у множині, ніж в однині, і тенденція до розрізнення множини в меншій кількості відмінків. Ергативний відмінок використовується, коли неживий іменник є підметом перехідного дієслова. У ранніх хетських текстах є кличний відмінок для кількох іменників з -u, але його перестали використовувати до моменту найраніших відкритих джерел і в більшості документів був підведений називним. Алатив був замінений на пізніх стадіях мови давально — локативним. Архаїчний родовий відмінок множини -an зустрічається нерегулярно в даніх текстах, як і орудний відмінок множини -it. Кілька іменників також утворюють місцевий відмінок, який взагалі не мав відмінкового закінчення.
Приклади pišna- («людина») для живого і pēda- («місце») для неживого використовуються тут, щоб показати найпростішу форму відмінювання хетського іменника:
|                 | Живий    | Живий     |         | Неживий  | Неживий | Неживий |
| Однина          | Множина  | Однина    | Множина |          |         |         |
| Nominative      | pišnaš   | pišnēš    | pēdan   | pēda     |         |         |
| Accusative      | pišnan   | pišnuš    | pēdan   | pēda     |         |         |
| Ergative        | pišnanza | pišnantēš | pēdanza | pēdantēš |         |         |
| Vocative        | pišne    | pišne     | –       | –        |         |         |
| Genitive        | pišnaš   | pišnaš    | pēdaš   | pēdaš    |         |         |
| Dative/Locative | pišni    | pišnaš    | pēdi    | pēdaš    |         |         |
| Ablative        | pišnaz   | pišnaz    | pēdaz   | pēdaz    |         |         |
| Allative        | pišna    | –         | pēda    | –        |         |         |
| Instrumental    | pišnit   | pišnit    | pēdit   | pēdit    |         |         |

### Дієслова
Словесна морфологія менш складна, ніж для інших ранніх індоєвропейських мов, таких як давньогрецька та ведична. Хетські дієслова відміняються за двома загальними дієвідмінами (мі- відмінювання та hi- відмінювання), двома станами (активний і медіопасивний), двома способами (вказівний спосіб і наказовий), двома видами (доконаний і недоконаний) і двома часами (теперішній і минулий). Дієслова мають дві форми інфінітиву, дієслівний іменник, supin і дієприкметник. Роуз (2006) перелічує 132 дієслова hi і інтерпретує протиставлення hi / mi як залишки системи граматичного значення

#### Mi-відмінювання
Відмінювання mi подібне до загальної парадигми дієслівного відмінювання в санскриті, а також його можна порівняти з класом дієслів mi в давньогрецькій мові.

## Синтаксис
Хетська мова є основною мовою: вона має порядок слів суб'єкт-об'єкт-дієслово, розділене ергативне вирівнювання і є синтетичною мовою ; прикметники та родові відмінки йдуть перед іменниками, які вони змінюють, прислівники перед дієсловами, а підрядні речення перед головними реченнями.
Хетський синтаксис демонструє одну важливу особливість, яка є типовою для анатолійських мов: зазвичай початок речення складається або з частки, що зв'язує речення, або з іншої форми.
 